# Фудзісіма Нобуо
Фудзісіма Нобуо (яп. 藤島 信雄, нар. 8 квітня 1950, Акіта —) — японський футболіст, що грав на позиції півзахисника.

## Клубна кар'єра
Грав за команду Nippon Kokan.

## Виступи за збірну
Дебютував 1971 року в офіційних матчах у складі національної збірної Японії. У формі головної команди країни зіграв 65 матчів.

## Статистика
Статистика виступів у національній збірній.
| Збірна Японії | Збірна Японії | Збірна Японії |
| Роки          | Ігри          | голи          |
| ------------- | ------------- | ------------- |
| 1971          | 1             | 0             |
| 1972          | 6             | 0             |
| 1973          | 4             | 0             |
| 1974          | 6             | 0             |
| 1975          | 12            | 3             |
| 1976          | 16            | 3             |
| 1977          | 5             | 0             |
| 1978          | 12            | 1             |
| 1979          | 3             | 0             |
| Усього        | 65            | 7             |